# Második templom (Boston)

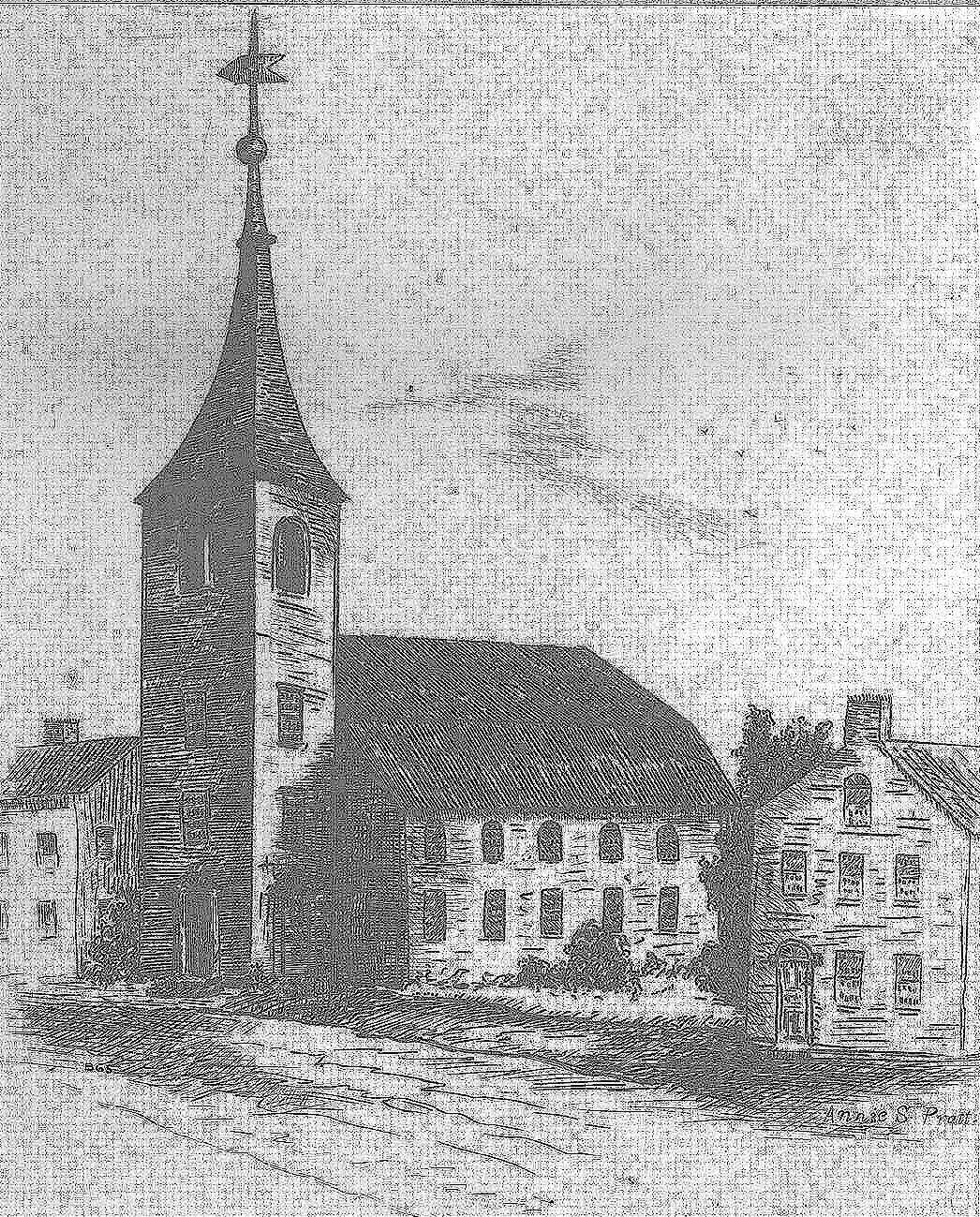
Az Északi Templom a North Square-en Bostonban, a 17-18. században

A bostoni Második templom (1649-1970) először kongregacionalista, majd 1802-től unitárius templom volt. A helyi gyülekezetnek (kongregáció) számos egymást követő helyszínen volt épülete a városban. 1829-1832 között lelkésze volt Ralph Waldo Emerson is. 1970-ben egyesült a bostoni Első templommal.

## Épületei
Hosszú története során, egymást követően nyolc épülete volt Boston különböző részein:
- North Square (1649-1776). 1677-ben új épületet emeltek a régi helyére.
- Hanover Street (1779-1849). 1779-ben a Második Templom egyesült az Új Tégla Templommal, és az Új Tégla Templom Hanover Street-i épületébe költözött. 1845-ben a régi épület helyére újat emeltek.
- Bedford Street (1854-1872)
- Copley Square (1874-1914), a Boylston Street-en, Dartmouth és Clarendon között.[2][3]
- 874 Beacon Street, a Park Drive-nál (1914-1970).

## Fordítás
Ez a szócikk részben vagy egészben  a   Second Church, Boston című angol Wikipédia-szócikk ezen változatának fordításán alapul.  Az eredeti cikk szerkesztőit annak laptörténete sorolja fel. Ez a jelzés csupán a megfogalmazás eredetét és a szerzői jogokat jelzi, nem szolgál a cikkben szereplő információk forrásmegjelöléseként.